# 阿图尔·内贝
阿图尔·内贝（德語：Arthur Nebe，1894年11月13日—1945年3月21日）是一名德国党卫队干部，曾在纳粹德国的安全和警察机构中担任重要职务，并且从1941年起成为大屠杀的主要实施者。1944年7月的刺杀希特勒行动失败后，内贝被告发，最后被处决。